# АСВЕЛ

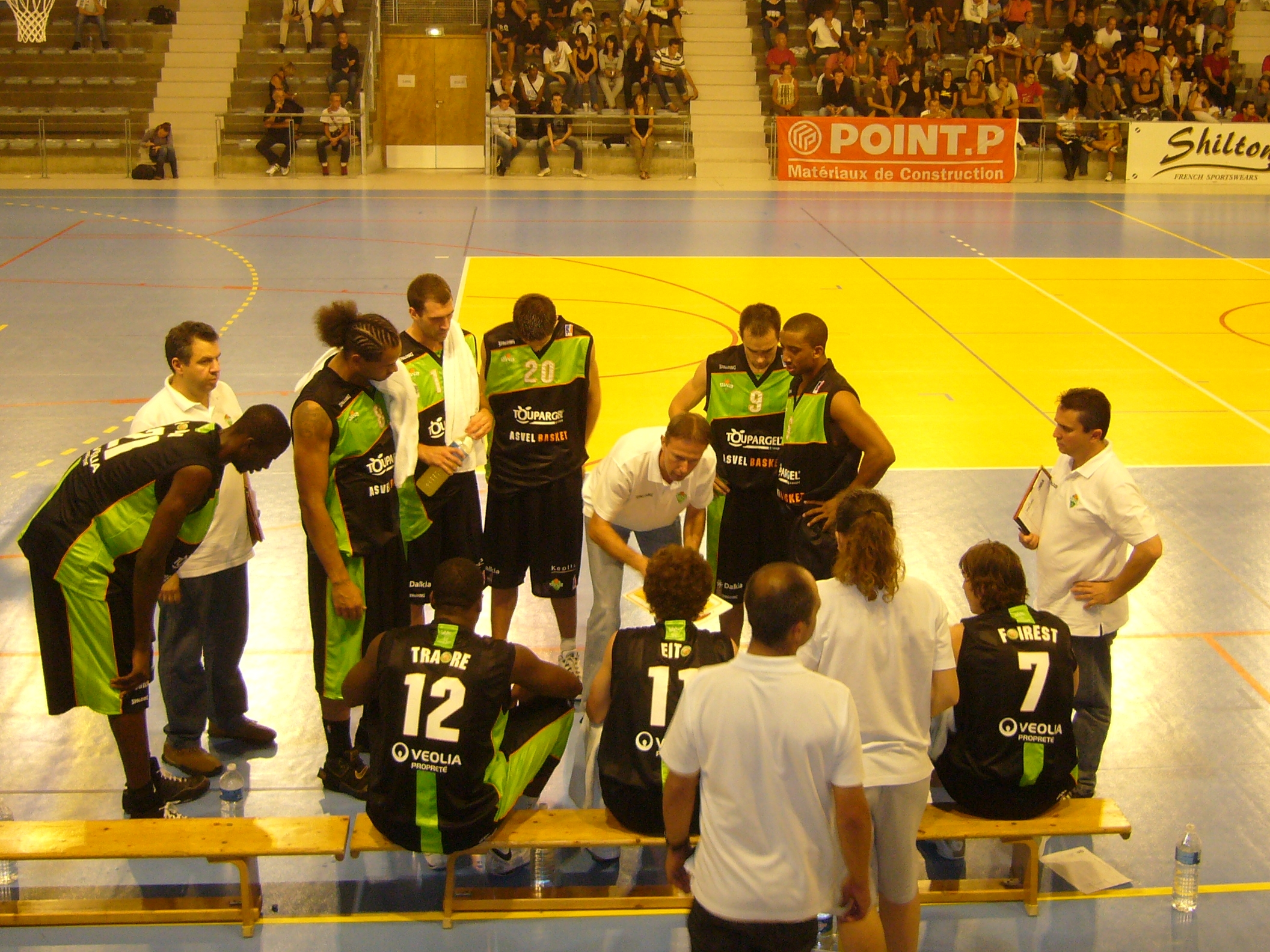
АСВЕЛ

АСВЕЛ (англ. ASVEL) — французский мужской баскетбольный клуб из города Вийёрбан, части агломерации Лион. Баскетбольный клуб является частью спортивной структуры с одноименным названием и принимает участие в розыгрыше французской профессиональной лиги Про А. Домашняя арена - Астробаль, вместимостью 5,556 зрителя.
В 2014 году клуб приобрёл французский баскетболист Тони Паркер, в 2017 году директором по баскетбольным операциям стал еще один баскетболист Николя Батюм.

## Эмблемы клуба

(2008–2011)
(2011–2018)
(2018–н. в.)

## История
Родительский клуб был основан в 1948 году объединением двух многопрофильных спортивных клубов в Лионе и окрестностях; название - это акроним из названия спортивного общества: Association sportive de Villeurbanne Éveil lyonnais. Выиграл 17 чемпионатов Франции, 8 Кубков Франции, один Кубок Федерации и один Leaders Cup, что делает его самым титулованным клубом во Франции.
11 сентября 2018 года клуб заключил спонсорское соглашение с командой по киберспорту LDLC.com, что было отражено в названии (LDLC ASVEL). Кроме того, из традиционных цветов клуба исчез зелёный.

## Титулы
- Чемпион Франции (21 раз): 1949, 1950, 1952, 1955, 1956, 1957, 1964, 1966, 1968, 1969, 1971, 1972, 1975, 1977, 1981, 2002, 2009, 2016, 2019, 2021, 2022
- Кубок Франции (10 раз): 1953, 1957, 1965, 1967, 1996, 1997, 2001, 2008, 2019, 2021
- Евролига Финал четырех (2 раза): 1976, 1997

## Сезоны
| Сезон   | Лига  | Уровень | Рег. чемп. | Плей-офф      | Еврокубки                    |
| ------- | ----- | ------- | ---------- | ------------- | ---------------------------- |
| 2014-15 | Про А | 1       | 5          | Четвертьфинал | Квалификация Евролиги        |
| 2014-15 | Про А | 1       | 5          | Четвертьфинал | Гр.этап Еврокубка            |
| 2015-16 | Про А | 1       | -          | -             | 1/8 финала Кубка ФИБА Европа |